# إمبلاك
إمبلاك (بالإنجليزية: MBLAQ) هي فرقة موسيقية كورية جنوبية تشكلت في عام 2009 بواسطة رين. جميع أعضائها من الذكور، ويبلغ عددهم خمسة أعضاء، وهم مير وسُنقهو وجي أو ولي جوون وثاندر وأما بخصوص التسمية فهي اختصار لـ "Music Boys Live in Absolute Quality". من أعضاء الفرقة السابقين كيم سانج بي.

## الأعضاء

### الحاليون
- سنق هو
- جي أو
- مير

### الاعضاء السابقون
- لي جون
- ثاندر

## وصلات خارجية
- إمبلاك على موقع ميوزك برينز (الإنجليزية)

- الموقع الإلكتروني